# Kyōtanabe (Kioto)
Kyōtanabe (京田辺市 Kyōtanabe-shi?) es una ciudad localizada en la prefectura de Kioto, Japón. En junio de 2019 tenía una población de 73.433 habitantes y una densidad de población de 1.711 personas por km². Su área total es de 42,92 km².
La ciudad fue fundada el 1 de abril de 1997, luego de que la ciudad de Tanabe fuera reorganizada en la ciudad de Kyōtanabe. El prefijo "Kyo-" fue añadido para distinguirla de la ciudad de Tanabe, Wakayama.

## Geografía

### Localidades circundantes
- Prefectura de Kioto
  - Yawata
  - Jōyō
  - Kizugawa
  - Ide
  - Seika
- Prefectura de Osaka
  - Hirakata
- Prefectura de Nara
  - Ikoma

## Demografía
Según datos del censo japonés, la población de Kyōtanabe ha aumentado en los últimos años.
| Año del censo | Población |
| ------------- | --------- |
| 1995          | 53.040    |
| 2000          | 59.577    |
| 2005          | 64.008    |
| 2010          | 67.910    |
| 2015          | 70.835    |